# دریک گرین
دریک گرین (انگلیسی: Derrick Green؛ زادهٔ ۲۰ ژانویهٔ ۱۹۷۱) خواننده، گیتارنواز و موسیقی‌دان اهل ایالات متحده آمریکا است. وی از سال ۱۹۸۶ میلادی تاکنون مشغول فعالیت بوده است.